# جاناتان تهو
جاناتان تهو (انگلیسی: Jonathan Téhoué؛ زادهٔ ۳ مهٔ ۱۹۸۴) بازیکن فوتبال اهل فرانسه است.
از باشگاه‌هایی که در آن بازی کرده‌است می‌توان به باشگاه فوتبال قاسم‌پاشا اسپور، باشگاه فوتبال سوئیندون تاون، باشگاه ورزشی آمیان، باشگاه فوتبال کان، باشگاه فوتبال قونیه‌اسپور، باشگاه فوتبال باستیا، باشگاه فوتبال آپوئل، و باشگاه فوتبال لیتون اورینت اشاره کرد.